# STANAG 4569防护标准
NATO AEP-55 STANAG 4569是一项北约标准化协议，涵盖“后勤和轻型装甲车辆乘员的保护级别”标准。 
该标准涵盖动能、大炮和简易爆炸装置爆炸打击的防護。

## 1级防護

### 动能彈藥
在 30 米以 833 m/s射擊的 7.62×51mm NATO Ball (Ball M80) 
在 30 米以 900 m/s射擊的5.56×45mm NATO Ball (SS109) 
在 30 米 以 937 m/s射擊的5.56×45mm NATO Ball (M193) 
必須可以提供以上三種彈藥射擊的防護

### 手榴弹和地雷爆炸
手榴弹、未爆炸的火炮碎片子弹药和其他小型反人员爆炸装置在车辆下方引爆。

### 火炮
在 100 米上以 520 m/s飛來的 20 mm FSP（模拟 155 毫米火炮破片威脅） （由于破片在此距离保持足够速度的可能性非常低，STANAG 4569 将此項目設為可選項目。 ) 
角度：方位角360°；仰角：0–18°

## 2级防護

### 动能彈藥
在 30 米以 695 m/s射擊的7.62×39mm API BZ

### 手榴弹和地雷爆炸威胁
當量為 6 kg地雷爆炸：在任何车轮或轨道位置下激活的地雷爆炸压力。中心下方的地雷爆炸。 

### 火炮
在 80 m 处爆炸的 155 mm高爆炸药
角度：方位角360°；仰角：0–22°

## 3级防護

### 动能彈藥
在 30 米 以 930 m/s射擊的7.62×51mm AP（ 鎢芯）

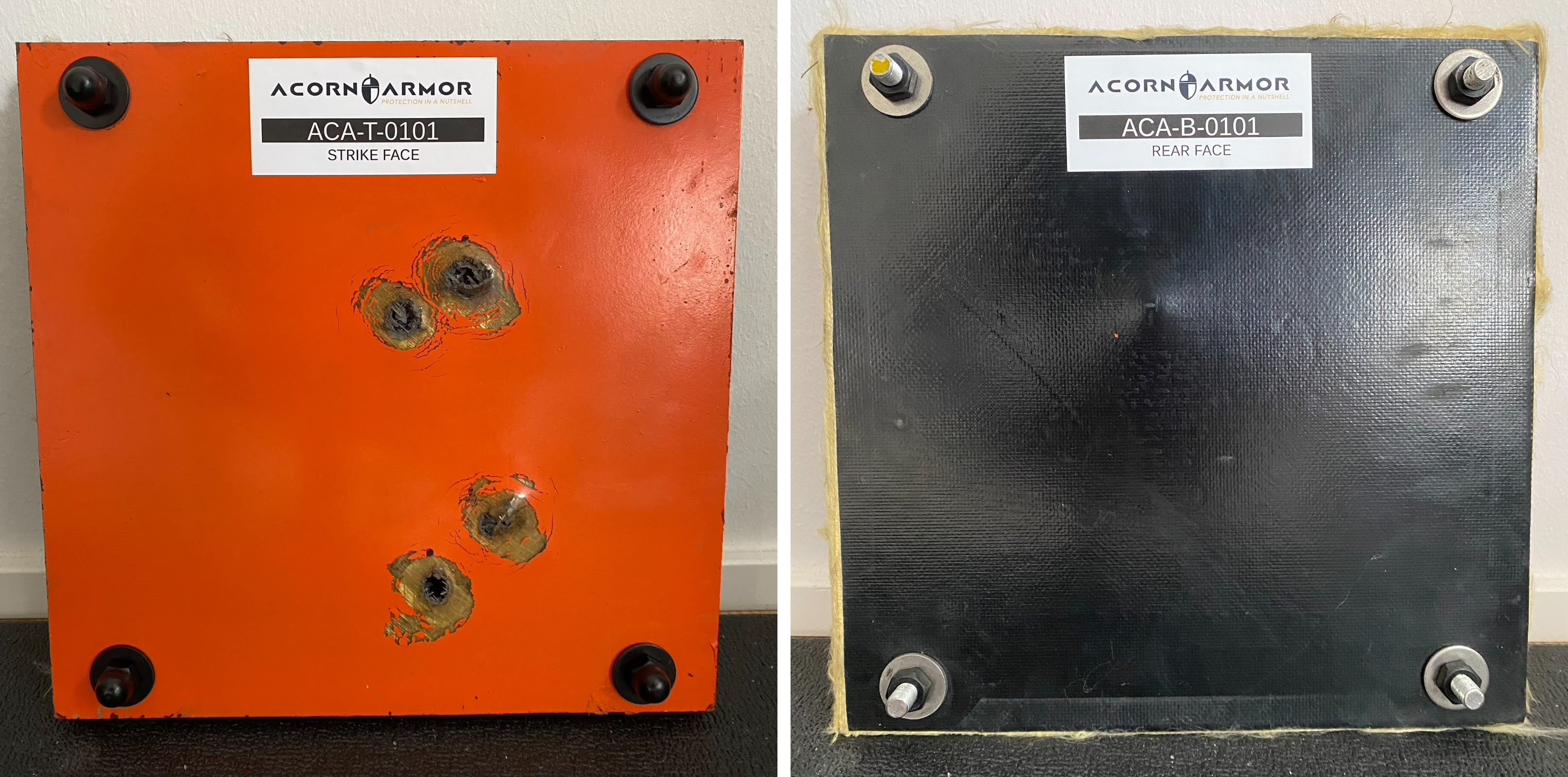
根据 STANAG 4569 防護等級 3 规范进行测试的複合裝甲。

角度：方位角360°；仰角 0–30°

### 手榴弹和地雷爆炸威胁
當量為 8 kg的地雷爆炸：在任何车轮或轨道位置下激活的地雷爆炸压力。 中心下方的地雷爆炸。

### 火炮
在 60 m 处爆炸的 155 mm高爆炸药
角度：方位角360°；仰角：0–30°

## 4级防護

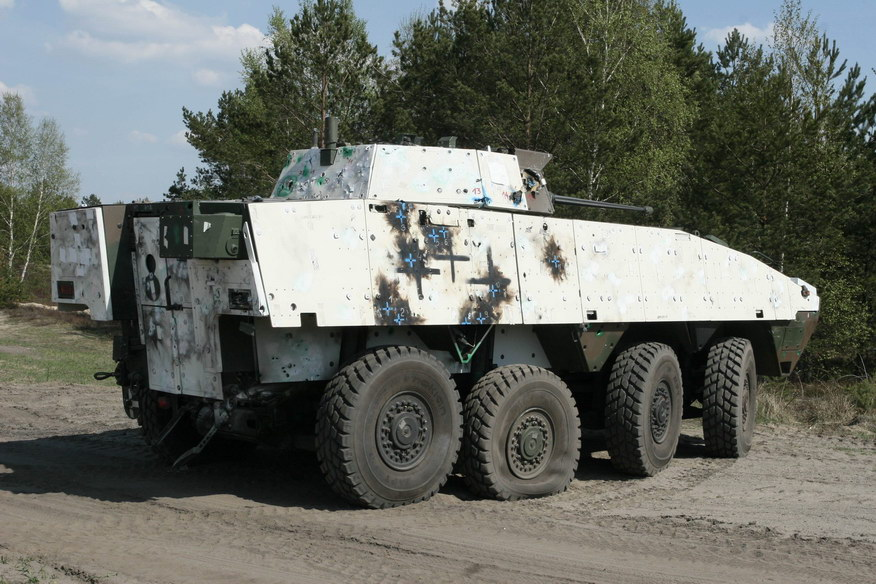
针对波兰装甲 4 级KTO狼獾IFV 的射击测试

### 动能彈藥
在 200 米以 911 m/s射擊的14.5×114mm AP / B32
角度：方位角360°；仰角 0°

### 火炮
在 30 m 处爆炸的 155 mm高爆炸药

### 手榴弹和地雷爆炸威胁
當量為 10 kg的地雷爆炸：在任何车轮或轨道位置下激活的地雷爆炸压力。 中心下方的地雷爆炸。

## 5级防護

### 动能彈藥
在 500 米以 1258 m/s射擊的 25 毫米 APDS-T (M791) 或 TLB 073
角度：正面弧线到中心线：± 30° 包括侧面，仰角 0°

### 火炮
在 25 m 处爆炸的 155 mm高爆炸药
角度：方位角360°；仰角：0–90°

## 6 级防護[5]

### 动能
在 500 米射擊的 30 mm口徑脫殼尾翼穩定穿甲彈和穿甲彈
角度：正面弧线到中心线：包括 ± 30° 侧面，仰角 0°

### 火炮
在 10 m 处爆炸的 155 mm高爆炸药
角度：方位角360°；仰角：0–90°